# Салтыков, Фёдор Степанович
Фёдор Степа́нович Салтыко́в (ум. 2 (13) августа 1715) — спальник, морской агент в Лондоне, автор различных проектов, сын боярина Степана Ивановича Салтыкова.

## Биография
Фёдор в молодости вместе с отцом ездил в Сибирь.
В январе 1697 года Фёдор был отправлен Петром I в Нидерланды для обучения мореходству и судостроению. По возвращении в Россию он определён был в военную службу; в чине гвардии капитана он участвовал в сражении под Нарвой, и с поля битвы отправлен был к королю Польши Августу II с дипломатическим поручением.
В начале 1703 года Фёдор получил почетную в то время должность корабельного мастера. В 1703—1704 годах он работал на олонецкой верфи, откуда писал Петру отчеты о строении судов.
В июне 1707 года Фёдор был вызван в Петербург для работ в адмиралтействе и до 1711 года работал на верфях петербургской и новоладожской, где между прочим строил шняву по чертежу самого Петра.
30 июня 1711 года Фёдор был послан в секретную заграничную командировку для покупки кораблей; в поисках за продажными судами он посетил Амстердам, морские порты Нидерландов и Англии, французский город Дюнкерк и затем поселился в Лондоне; здесь он жил до своей смерти, покупая корабли (всего он купил 11 кораблей и 4 фрегата), наблюдая за строением судов для русского флота на английских и голландских верфях. Кроме того, он исполнял разнообразные поручения Петра — по найму различных мастеров и матросов, покупке зрительных труб. Неисправные платежи правительства по заграничным обязательствам, бедствия навигаторов, живших в Лондоне и не получавших жалованья, и другие дела доставляли ему много беспокойств. Жены английских офицеров, взятых в плен на русской службе, требовали от него выкупа из плена своих мужей, преследовали его так, что он не мог «никуда от них скрыться», «чинили великий крик и великое бесчестье» и добились того, что Фёдор был посажен под домашний арест.
Живя за границей, Фёдор внимательно наблюдал западноевропейскую жизнь и изучал «уставы английского государства». Являясь выразителем преобразовательных стремлений современного ему русского общества, он в оставленных им двух записках изложил обширную программу реформ и нововведений, для «сравнения российского государства с лучшими европейскими государствами» и для «учинения прибылей государству». Первая из этих записок, изданная в 1891 году под названием «Пропозиций», была представлена им Петру в декабре 1712 года, вторая — «Изъявления, прибыточные государству» — в августе 1714 года (издана в 1897 году).
В проектах, изложенных в этих записках, Фёдор является горячим поборником европейского просвещения. В числе предложений Фёдора были: развитие образования (в том числе и женского), книгопечатания; строительство библиотек, мануфактур; идея о поиске северного морского пути, по которому можно было проплыть в Индию и Китай; исследование возможности освоения Сибири и Средней Азии. Его предположения о введении майората, цехов, титулов ландграфов, маркизов, баронов были проникнуты сословно-аристократической тенденцией; проекты, касающиеся развития торговли и промышленности, обнаруживают знакомство с меркантильной теорией. В крайнем увлечении западом вообще и в частности Англией, Фёдор наряду с существенными сторонами западноевропейской культуры проектирует заимствование и второстепенных её особенностей, забывая часто о русской действительности. Большая часть «предложений» Фёдора отличалась непрактичностью и они, за исключением очень немногих, не имели прямого влияния на преобразовательную деятельность Петра.

## Публикации
- Салтыков Ф. Пропозиции. — СПб., 1892.
- Салтыков Ф. Изъявления, прибыточные государству. — СПб., 1897.